# Вилючинск

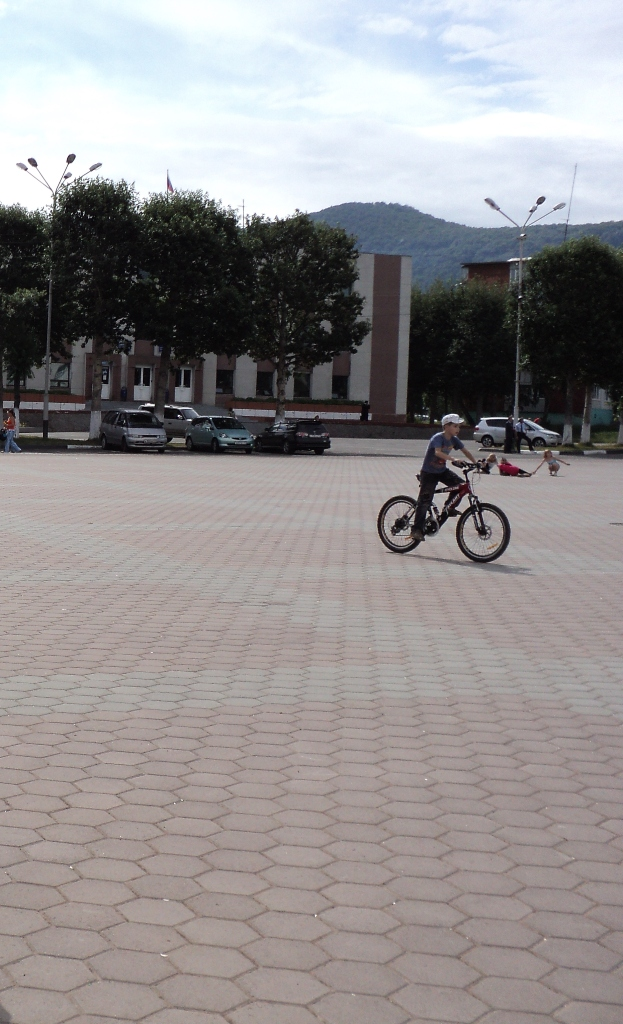
Центральная городская площадь (перед зданием администрации)

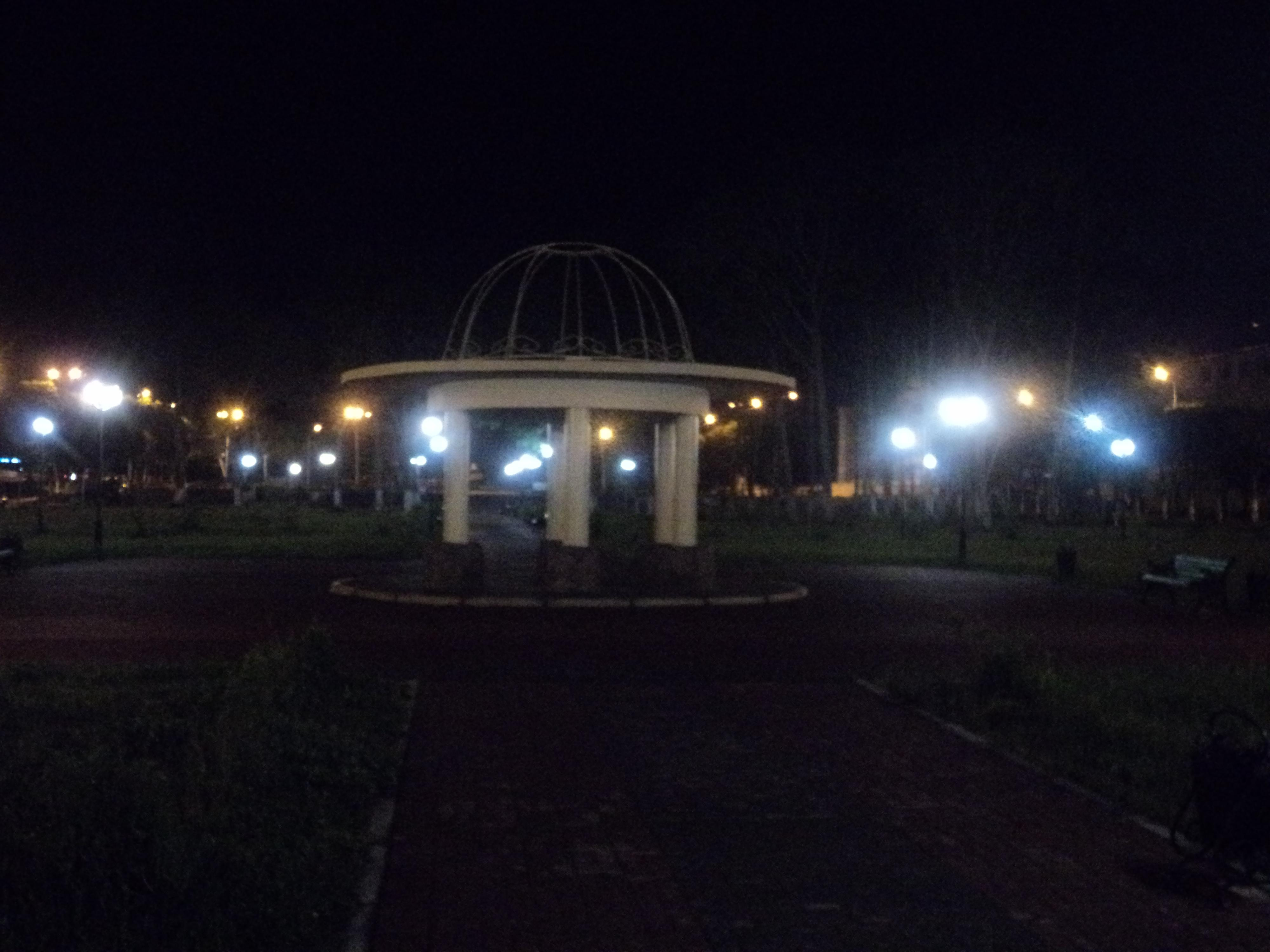
Ночной вид на сквер между улицами Мира и Кронштадтской

Вилю́чинск — город в Камчатском крае России. Закрытое административно-территориальное образование (ЗАТО).
Составляет административно-территориальную единицу (город краевого подчинения) и закрытое административно-территориальное образование, в границах которой образовано муниципальное образование «Вилючинский городской округ».

## Географическое положение
Расположен на берегах бухты Крашенинникова Авачинской губы, в 25 км юго-западнее г. Петропавловска-Камчатского и в 26 км южнее аэропорта Елизово.
Городской округ расположен на восточном побережье Камчатки, на берегу Авачинской бухты, Тарьинской бухты, в 59 км по автодороге от краевого центра — города Петропавловска-Камчатского — и со всех сторон окружён Елизовским районом. Площадь округа — 34122 гектара. На территории округа расположен Вилючинский вулкан.
Гидрография
На территории Вилючинского городского округа протекают реки Большой и Малый Вилюй, через городской округ протекает река Паратунка.

## История
Первое печатное упоминание как населенного пункта можно найти в дневнике С. П. Крашенинникова, датированное 16 марта 1739 года: «…мы переехали в Тареин острожек, который стоит над Авачинской губою: в нём 2 юрты, 30 балаганов. Тойон новокрещен Михаило Тареин» (отсюда название бухты и местности). Издревле эти места были населены ительменами. Люди жили здесь со времен каменного века, пережив ледниковый период. На территории города Вилючинска и вблизи него археологи обнаружили 7 стоянок ительменов, культура которых относится к периоду 2 тысячелетие до нашей эры — 1 тысячелетие нашей эры.
Город Вилючинск образован Указом Президиума Верховного Совета РСФСР от 16 октября 1968 года, путем объединения посёлков Приморский, Советский (Старая Тарья), Сельдевая, Рыбачий (Новая Тарья), Ягодный, Лахтажный и Богатырёвка. Название Вилючинск город носит с января 1994 года. Статус закрытого административно-территориального образования город Вилючинск приобрел в соответствии с Законом РФ «О закрытом административно-территориальном образовании» от 14.07.1992 № 3297-1. На основании распоряжения Правительства РФ от 04.01.1994 г. № 3-р закрытый город Петропавловск-Камчатский-50 Камчатской области (район Крайнего Севера) имеет название закрытое административно-территориальное образование город Вилючинск. В соответствии с Законом Камчатской области от 30.08.2005 № 386 «О регистрации изменений и дополнений в устав закрытого административно-территориального образования города Вилючинска» закрытое административно-территориальное образование г. Вилючинск Камчатской области наделено статусом Вилючинского городского округа ЗАТО г. Вилючинска.
Название получил от имени соседствующего вулкана — Вилючинского.
В августе 1938 года в Тарьинской бухте Авачинской губы была создана база дизельных подводных лодок и микрорайон Рыбачий будущего города Вилючинск.
В 1959 году в соответствии с Постановлением ЦК КПСС и Совета Министров СССР в Советском была образована 4-я Тихоокеанская Океанографическая экспедиция ТОГЭ-4, давшая мощный толчок развитию города. В 1963 появилась ТОГЭ-5.
С конца 1959 года стала развиваться судоремонтная промышленность, а спустя несколько лет в бухте Крашенинникова обосновались атомные подводные лодки Тихоокеанского флота. В 1959-60 гг. в Рыбачем была размещена войсковая часть морских лётчиков-противолодочников, созданы войсковые части № 26942, 31268 и 63878.
В мае 1970 года Адмирал Флота Советского Союза С. Г. Горшков заложил в микрорайоне Рыбачий Дом Офицеров флота (ДОФ).
В 1973 году был открыт памятник подводникам, погибшим при выполнении воинского долга.
28 июля 1996 года в Вилючинске был открыт мемориал в честь подводников, погибших при выполнении боевых задач. Имена подводников Л-16 начертаны на медной плите, прикреплённой к рубке подводной лодки, имена членов экипажей К-129 и К-429 нанесены на гранитные плиты.
В 1998 году флотилия атомных подводных лодок была реорганизована в 16-ю Краснознамённую эскадру подводных лодок. В Рыбачьем базируются атомные подводные лодки 10-й и 25-й дивизий подводных лодок Тихоокеанского флота.

## Население
| 1911    | 1926    | 1948    | 2000    | 2002    | 2003    | 2005    |
| ------- | ------- | ------- | ------- | ------- | ------- | ------- |
| 217     | ↘49     | ↗1892   | ↗32 300 | ↘24 166 | ↗24 200 | ↗24 600 |
| 2006    | 2007    | 2008    | 2009    | 2010    | 2011    | 2012    |
| ↘24 400 | ↗24 500 | ↗24 908 | ↗25 204 | ↗25 401 | ↘22 900 | ↘22 486 |
| 2013    | 2014    | 2015    | 2016    | 2017    | 2018    | 2019    |
| ↘21 965 | ↘21 602 | ↗21 748 | ↗21 763 | ↗21 942 | ↗21 973 | ↗21 979 |
| 2020    | 2021    | 2023    |         |         |         |         |
| ↗22 223 | ↘21 774 | ↗21 834 |         |         |         |         |

На 1 января 2025 года по численности населения город находился на 603-м месте из 1124 городов Российской Федерации.
Естественное и механическое движение населения.
|                 | 2010    | 2011   | 2012   | 2013  | 2014  | 2015  |
| --------------- | ------- | ------ | ------ | ----- | ----- | ----- |
| Рождений        | 340     | 335    | 356    | 333   | 307   | 306   |
| Смертей         | 161     | 177    | 158    | 160   | 161   | 141   |
| Е.п             | 179     | 158    | 198    | 173   | 146   | 165   |
| Сальдо миграции | -2322   | -256   | -323   | -190  | 0     | -150  |
| Рождаемость (‰) | 14,85   | 14,90  | 16,21  | 15,42 | 14,12 | 14,06 |
| Смертность (‰)  | 7,03    | 7,87   | 7,19   | 7,41  | 7,40  | 6,48  |
| Е.п (‰)         | 7,82    | 7,03   | 9,02   | 8,01  | 6,72  | 7,58  |
| Миграция (‰)    | -101,40 | -11,38 | -14,71 | -8,80 | 0,00  | -6,89 |

| \| 2012[16] \| 2013[17] \| 2014[18] \| 2015[19] \| 2016[20] \| 2017[21] \| 2018[22] \| \| -------- \| -------- \| -------- \| -------- \| -------- \| -------- \| -------- \| \| 22 486 \| ↘21 965 \| ↘21 602 \| ↗21 748 \| ↗21 763 \| ↗21 942 \| ↗21 973 \| \| 2019[23] \| 2020[24] \| 2021[25] \| 2023[1] \| \| \| \| \| ↗21 979 \| ↗22 223 \| ↘21 774 \| ↗21 834 \| \| \| \| 5000 10 000 15 000 20 000 25 000 30 000 2012 2017 2023 |         |         |         |         |         |         |
| 2012 | 2013    | 2014    | 2015    | 2016    | 2017    | 2018    |
| 22 486 | ↘21 965 | ↘21 602 | ↗21 748 | ↗21 763 | ↗21 942 | ↗21 973 |
| 2019 | 2020    | 2021    | 2023    |         |         |         |
| ↗21 979 | ↗22 223 | ↘21 774 | ↗21 834 |         |         |         |

## Инфраструктура
В Вилючинске восемь детских садов, четыре средних общеобразовательных, две музыкальных, две художественных, две спортивных школы (9 видов спорта, около 1000 занимающихся), два учреждения дополнительного образования, занимающихся творческой деятельностью (около 3500 занимающихся по 17 направлениям). В 2008 году открыто государственное учреждение среднего профессионального образования — Камчатский индустриальный техникум (КИТ) — с многоуровневым образованием, в котором готовят специалистов рабочих профессий по 16 специальностям.
В муниципальных учреждениях культуры — ДК «Меридиан» и Дом офицеров флота (оба входят в состав МБУК «Центр культуры и досуга») — занимаются более тысячи взрослых и детей, 30 творческих самодеятельных коллективов, 9 из которых народные; также функционируют МБОУ ДОД «Центр развития творчества детей и юношества» и МБОУ ДОД «Дом детского творчества» (учреждён 14 января 1987 года).
В городе создана централизованная библиотечная система (МБУК ЦБС), включающая центральную городскую библиотеку и 7 библиотек с общим книгофондом 155 тыс. томов (число читателей достигает 16,6 тыс. чел.).
В здании центральной городской библиотеки располагается также муниципальный Краеведческий музей (основан 30 сентября 1996 года, в коллекции 12 000 экспонатов).
Во второй половине 1990-х годов в Вилючинске построены два православных храма: Преподобного Серафима Саровского и Святого Апостола Андрея Первозванного — единственный гарнизонный храм на Дальнем Востоке. В храме Преподобного Серафима Саровского хранятся колокола кораблей 4 и 5 ТОГЭ «Сибирь», «Спасск», «Сахалин», «Чукотка», «Чажма» и «Чумикан».
С 2007 года в городе работает спортивно-оздоровительный комплекс «Океан» (аквапарк), доступный для всеобщего посещения. В 2010 году был также открыт ледовый комплекс «Айсберг». Функционирует горнолыжная база «Вилюй» МБОУ ДОД ДЮСШ № 2.
Осуществлена реконструкция сквера между улицами Мира и Кронштадтской.
В Феврале 2022 года закончена стройка очередного причала для подводных лодок.

## Местное самоуправление
Глава городского округа
Игорь Васильевич Головчак

## Почётные граждане Вилючинска
- Баев Василий Петрович (2000) — мичман, геройски спасший жизни 22 моряков при затоплении подводной лодки К-429. Забытый начальством, получил от сослуживцев-офицеров подарок автомобиль ВАЗ-2104.[31]
- Бойцов Лев Николаевич (1998)
- Быков Валентин Алексеевич (2002)
- Горин Алексей Семёнович (2006)
- Захаренко Михаил Георгиевич (1998)
- Кожемякина Вера Павловна (2008)
- Красильников Альберт Михайлович (2002)
- Максюта Юрий Иванович (2018)
- Маркман Александр Борисович (2002) — нештатный командир БЧ-5 затонувшей К-429, по мнению некоторых офицеров подлодки, один из виновников ее затопления, позже мэр города Вилючинск.[32]
- Пирвели Гурам Михайлович (1998)
- Сафонов Николай Иванович (2017)
- Семёнова Валентина Лазаревна (2012)
- Сова Алексей Семёнович (2015)
- Сологуб Юрий Константинович (2001)

## Общественный транспорт
Внутригородское и междугороднее сообщение осуществляется муниципальным и коммерческими перевозчиками (последние по сути — маршрутное такси). Сообщение осуществляется только автотранспортом.
Междугороднее сообщение осуществляется по маршрутам:
- № 120 (г. Вилючинск (жилой район Приморский) — г. Елизово — аэропорт Елизово) — выполняется перевозчиком «ООО Восток+»;
- № 124 (г. Вилючинск (жилой район Приморский) — г. Петропавловск-Камчатский) — выполняется только коммерческим перевозчиком (ИП Турчын Игорь Осипович);

В советские времена и вплоть до 90-х гг. XX века между Вилючинском и Петропавловском-Камчатским осуществлялось водное сообщение через акваторию Авачинской губы. В 2013 году в камчатских СМИ появилось сообщение о том, что планируется возобновление морских пассажирских перевозок по данному маршруту, однако до настоящего времени проект остаётся нереализованным.

## Климат и природа
Климат города умеренный, с чертами морского и муссонного климата, близок к климату Петропавловска-Камчатского. Зимой обычно на 1-2 градуса холоднее, а летом на несколько градусов теплее, чем в краевом центре. Как и в Петропавловске-Камчатском, случаются обильные осадки в виде дождя или снега. Особенно часто это случается в октябре и в марте, когда за несколько дней может выпасть почти месячная норма осадков.
| Показатель                    | Янв.  | Фев.  | Март | Апр. | Май | Июнь | Июль | Авг. | Сен. | Окт. | Нояб. | Дек. | Год |
| ----------------------------- | ----- | ----- | ---- | ---- | --- | ---- | ---- | ---- | ---- | ---- | ----- | ---- | --- |
| Средний суточный максимум, °C | −5,5  | −5,1  | −2,6 | 1,1  | 5,6 | 10,1 | 13,9 | 15,4 | 12,7 | 7,2  | 0,3   | −3,3 | 4,2 |
| Средняя температура, °C       | −8,2  | −7,9  | −5,5 | −1,1 | 3,3 | 7,5  | 11,2 | 12,7 | 9,9  | 4,6  | −2    | −5,9 | 1,6 |
| Средний суточный минимум, °C  | −10,9 | −10,6 | −8,3 | −3,2 | 1,0 | 4,9  | 8,6  | 10,0 | 7,1  | 2,0  | −4,3  | −8,5 | −1  |
| Норма осадков, мм             | 85    | 73    | 64   | 51   | 62  | 54   | 67   | 94   | 97   | 141  | 101   | 89   | 978 |

Вилючинск, как и весь Камчатский край, относится к районам Крайнего Севера.
Природа города представлена обширными лесами, горными массивами, акваторией бухты Крашенинникова. Также имеются озёра: Ближнее, Дальнее, Зеркальное, Чашечка, Чушечка и река Паратунка.